# Cumbraos (Monterroso)
Cumbraos (llamada oficialmente San Martiño de Cumbraos) es una parroquia y una aldea española del municipio de Monterroso, en la provincia de Lugo, Galicia.

## Organización territorial
La parroquia está formada por tres entidades de población, constando dos de ellas en el nomenclátor del Instituto Nacional de Estadística español:
- Casas de Núñez
- Casas do Monte
- Cumbraos (Cumbraos de Abaixo)

## Demografía

### Parroquia
| Gráfica de evolución demográfica de Cumbraos (parroquia) entre 2000 y 2020 |
|                                                                            |
| Datos según el nomenclátor publicado por el INE.                           |

### Aldea
| Gráfica de evolución demográfica de Cumbraos (aldea) entre 2000 y 2020 |
|                                                                        |
| Datos según el nomenclátor publicado por el INE.                       |